# Macaranga sampsonii
Macaranga sampsonii là một loài thực vật có hoa trong họ Đại kích. Loài này được Hance mô tả khoa học đầu tiên năm 1871.